# Landhausen (Hemer)
Landhausen ist ein Stadtteil von Hemer im Sauerland, Nordrhein-Westfalen.
Landhausen, früher auch Lantensele oder Lantensile, wurde im 11. Jahrhundert in einem Verzeichnis des Klosters Werden erstmals urkundlich erwähnt. Landhausen gehörte als selbstständige Gemeinde von 1841 bis 1929 zum Amt Hemer im damaligen Kreis Iserlohn. Anschließend wurde am 1. August 1929 aus Hemer, Sundwig, Westig, Landhausen und Teilen der Gemeinde Calle die neue Gemeinde Hemer gebildet. Dieser wurde am 30. Januar 1936 das Stadtrecht verliehen.
Durch den Ort fließt der Abbabach.

## Geschichte
Wie bronzezeitliche Hügelgräber im Bereich Landhausens am Bemberg beweisen, zogen schon vor Christus Kelten durch dieses Gebiet und begruben unter anderem auch ihre Toten entlang dieses Weges. Im 11. Jahrhundert wurde Landhausen zum ersten Mal unter dem Namen „Lantensele“ bzw. „Lantensile“ im Güterverzeichnis des Klosters Werden erwähnt.
1124 wurde Hemer eine eigene Pfarrei, in der das Kloster Grafschaft die Geistlichen stellte. So fanden von nun an Taufen, Eheschließungen und Beerdigungen, auch von Landhausern, in der (nicht mehr existierenden) Vituskirche in Niederhemer statt. Für das zu der Abtei Werden gehörende Gut Landhausen musste der Pfarrer als Abgaben drei Schilling an diese Abtei entrichten. Im Jahr 1180 gehörte Landhausen nach dem Sturz des Herzogs Heinrich des Löwen und der Aufteilung des Stammesherzogtums Sachsen mit der Grafschaft Altena (Mark) zum Herzogtum Westfalen und Engern, das dem kölnischen Erzbischof zugeteilt wurde.
1313 wurde im Güterverzeichnis des Grafen Wilhelm von Arnsberg „Herman von Lantensile“ als Besitzer des Lehnsgutes Landhausen bezeichnet. Um 1350 lag das Gebiet Landhausen in der inzwischen selbstständig gewordenen Grafschaft Mark. 1486 wurde es als „Lanthuysen“ im Schatzbuch der Grafschaft Mark erwähnt. Landhausen war im späten Mittelalter ein Rittersitz und fungierte zusammen mit anderen Rittergütern, wie Edelburg, Brelen, Haus Hemer, Apricke, Riemke und Klusenstein als Teil des Verteidigungssystems der Grafen von Mark für die befestigten Städte Iserlohn und Neuenrade, da sie an der Grenze zum kurkölnischen Territorium lagen.
Am 14. Juni 1461 verkaufte Godert van Bernickhusen, der Landhausen von seinem verstorbenen Vater Hinrike van Bernickhusen hatte, Landhausen an Johann van der Recke (gt. von Sumeren) und dessen Erben und verzichtete am 9. August 1484 auf das vertraglich festgelegte Rückkaufsrecht. Im 16. Jahrhundert war Landhausen im Besitz der Familie Wrede. 1539 führte das Ritterschaftsbuch des Amtes Iserlohn Joest Wrede zu Lantesen auf, der 1542 Herzog Wilhelm v. Kleve-Jülich auf seinem Frankreichfeldzug folgte, sodass sein Sohn Johann Wrede das Rittergut Landhausen übernahm. Am 12. Juli 1569 verpfändeten Johann Wrede und seine Frau das Gut an Hermann Matthiae, den Dechanten von Attendorn und Pastor zu Menden. Noch vor dem 6. April 1573 erwarben Rötger Schade und seine Frau Katharina das Gut Landhausen, nachdem er seinen Bruder Tonnies erstochen hatte und das Herzogtum Westfalen verlassen musste. Erst 1578 gestattete ihm Kurfürst Gebhard die Rückkehr. 1586 wurde Bertram von Plettenberg der neue Besitzer des Gutes Landhausen. Um 1597 verkaufte Bertram von Plettenberg, nachdem er Bürgermeister von Soest geworden war, Landhausen wohl an Johann Krane. Durch die Eheschließung von Margareta Krane und Victor Walrave fiel Landhausen am 18. Januar 1631 offiziell in den Besitz der Familie Walrave. Da die Ehe kinderlos blieb, ging das Gut Landhausen an Johann Ernst Krane über, welcher Landhausen vermutlich an den Obristwachtmeister Kröger verkaufte.
1647 errichtete der Kurfürst Friedrich Wilhelm das Gericht Hemer (1614 war die Grafschaft Mark an das Kurfürstentum Brandenburg gefallen, in welchem die Hohenzollern regierten), welches neben Landhausen auch Oberhemer, Niederhemer, Westig, Sundwig und die Becke umfasste. Bis dahin war Landhausen dem Gericht Iserlohn unterstellt. Die Besitzer des Adelshauses Landhausen (Zu diesem Zeitpunkt Familie Walrave) waren von der Gerichtsbarkeit des Hauses Hemer ausgenommen.
Nach dem Tod Krögers (1666) heiratete seine Witwe einen „von Klepping“. 1686 wurde Johann Kasimir von Zdanowitz aus Galizien der neue Besitzer des Gutes Landhausen. Seine Frau, Margarete von Zdanowitz, unterschrieb 1689 in Abwesenheit ihres Mannes einen Vertrag mit dem Besitzer der Edelburg, Friedrich Winold von Romberg, über den Verkauf des Hofes. Sie behielt jedoch das Wohnrecht. Nachdem sich Kurfürst Friedrich III von Brandenburg 1701 zum König erheben ließ, lag Landhausen im Königreich Preußen. Im Jahr 1724 endete nach der Rückkehr Johann Kasimir von Zdanowitz ein Rechtsstreit über den Besitz des Gutes Landhausen (Zdanowitz erkannte den Verkauf nicht an) unter der Vermittlung des Freiherrn von Brabeck mit einem Vergleich: Landhausen verblieb gegen eine Zahlung von 4000 Reichstalern im Besitz von Zdanowitz. Nach dem Tod von Zdanowitz und seiner Frau erbte deren Tochter Luise Landhausen und heiratete Leutnant Kaspar Falcke. Da dieser schon am 9. Januar 1759 starb, ging Luise am 27. April 1762 eine zweite Ehe mit Friedrich Schulte ein. Gemeinsam versteigerten sie das inzwischen hoch verschuldete Gut Landhausen am 27. September 1768, welches der Freiherr von Brabeck für 7000 Reichstaler für seinen Schwager, den Oberhofmeister Johann Hugo Kasimir Edmund Freiherr von Kesselstadt, ersteigerte. Schon am 26. August 1772 verkaufte dieser Landhausen an den Kurmainzischen Geheimen Rat Jobst Edmund Maria Freiherr von Brabeck weiter. Nach dessen Tod, durch einen Kreuzotterbiss in Letmathe am 9. Oktober 1780 fiel nur das Gut Landhausen an seine Tochter. Diese hatte schon 1786 Ludwig von Fechenbach geheiratet. Sie ließen das Gut von Pächtern bewohnen und überschuldeten dieses immer mehr.

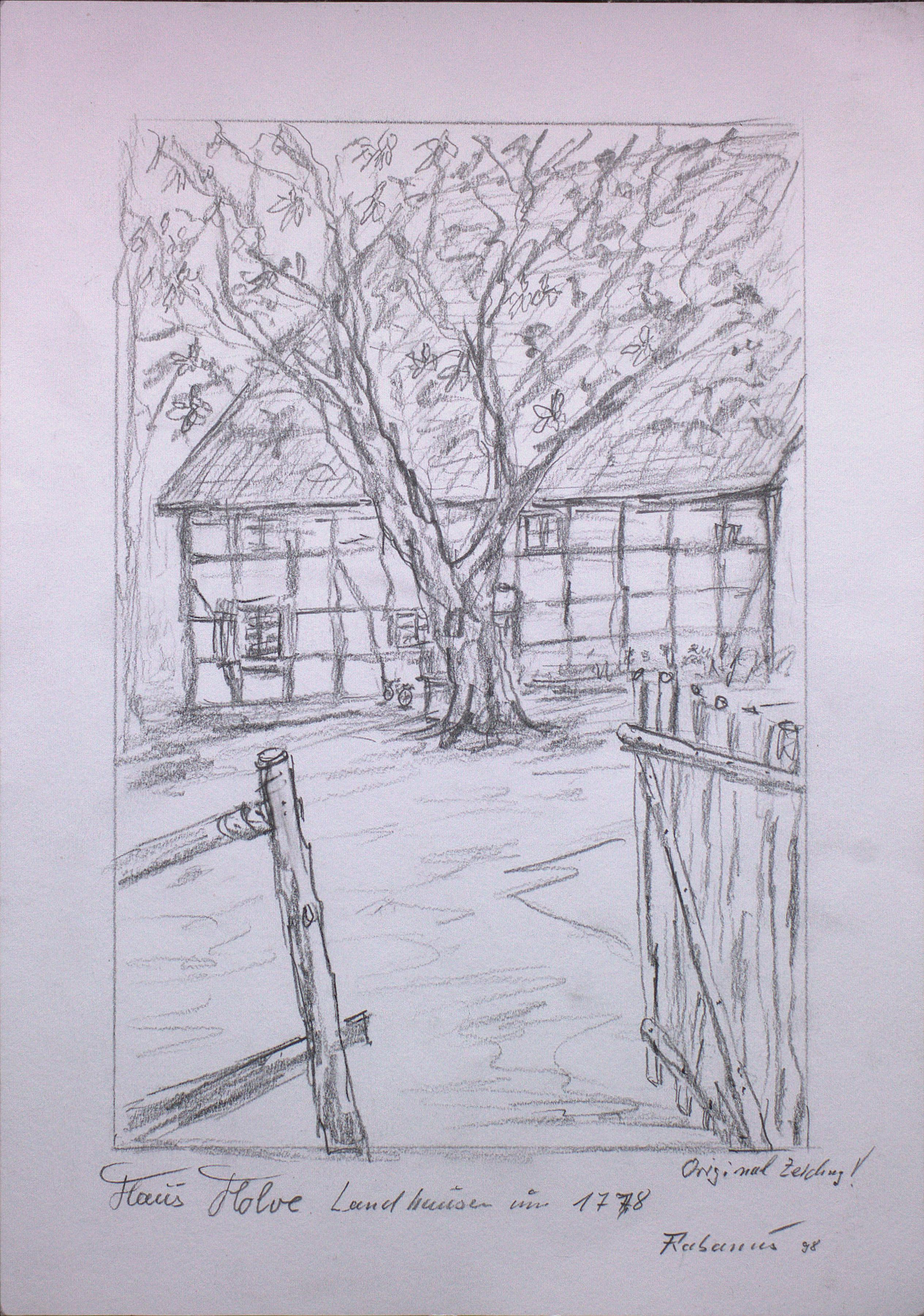
Originalzeichnung eines bäuerlichen Hofes in Landhausen aus dem Jahr 1778

Am 27. Oktober 1806 ergriff Napoleon nach der Niederwerfung Preußens von der Grafschaft Mark Besitz und gliederte sie in das Großherzogtum Berg ein, sodass Hemer am 21. Januar 1808 Mairie im Arrondissement Hagen (Ruhrdepartement) wurde. Zur Mairie Hemer gehörten neben den Gemeinden des Gerichts Hemer (zu denen auch Landhausen gehörte), auch die Gemeinden Kesbern, Ihmert, Deilinghofen, Riemke, Evingsen und Brockhausen. Ab 1812 begann wegen der Überschuldung des Gutes Landhausen der Verkauf einzelner Landstücke. Nach dem Sturz Napoleons wurde Landhausen am 2. Juni 1815 Teil der preußischen Provinz Westfalen. Die Mairie Hemer wurde Bürgermeisterei im Kreis Iserlohn, im Regierungsbezirk Arnsberg. Sie hatte drei „Steuergemeinden“: Evingsen, Deilinghofen und Hemer (zu der neben Landhausen auch die Becke, Niederhemer, Oberhemer, Sundwig und Westig gehören). Zwischen 1816 und 1863 wurden in den Gruben „Rosenhof“ in Landhausen und „Neuglück“ bei Magney, in der Nähe Landhausens, von der Gewerkschaft „Helle“ Erze gefördert. Zudem gab es in Landhausen noch die Bergwerke „Wilhelm“ und „St. Caspar“. Außerdem arbeiteten Bergleute aus Landhausen in den Galmeigruben in Iserlohn. Die Bildung des Amtes Hemer im Jahr 1841 aus den Gemeinden Becke, Brockhausen, Calle, Deilinghofen, Lössel, Niederhemer, Oberhemer, Sundwig und Westig kann als ein erster Schritt zur Zusammenführung Hemers zu einer administrativen Einheit gesehen werden.
1842 wurde Sophia v. Fechenbach, die Tochter von Ludwig Freiherr v. Fechenbach und seiner Frau die Erbin des Gutes Landhausen. Von nun an begann die langsame Parzellierung des Gutes Landhausen, um Schulden zu tilgen, sowie der Abriss des Hauses Landhausen. 1910 wurde der Turnverein Landhausen gegründet, 1926 folgte die Freiwillige Feuerwehr Landhausen. Der Zusammenschluss von Hemer (Vereinigung von Niederhemer und Oberhemer bereits im Jahr 1910), Sundwig, Westig und Landhausen zur Großgemeinde Hemer wurde 1929 vollzogen. Am 30. Oktober 1934 wurde zwischen dem Deutschen Reich und der Stadt Hemer ein Garnisonsvertrag geschlossen, der neben dem Bau von Kasernen am Jüberg auch einen Flakschießstand in Landhausen vorsah. Nach dem Zweiten Weltkrieg nahmen US-amerikanische Truppen Landhausen am 15. April 1945 ein. In der zweiten Hälfte des 20. Jahrhunderts begann im Gebiet der ehemaligen Gemeinde Landhausen der Schrittweise Ausbau eines Wohngebietes nordöstlich des Dorfkerns von Landhausen am Südhang des Gaxberges. Dieses bekam den Namen Stübecken. Als Stübecken (früher „Stüveken“) bezeichnete man einen Buschwald, der aus den wieder ausgeschlagenen Stümpfen („Stuben“) eines abgeholzten Laubwaldes entstanden ist. Darüber hinaus wurde im Jahr 1964 die evangelische Kreuzkirche in Landhausen erbaut. Am 1. Januar 1975 erhielt die Stadt Hemer ihre heutigen Grenzen (Zusammenschluss von Hemer, Becke, Deilinghofen, Frönsberg und Ihmert). Hierbei verlor Hemer im Bereich Landhausens, im Vergleich zum Amtsverband Hemer, den Nordwesten der Gemeinde Calle mit Griesenbrauck und Bilveringsen, aber auch einen Teil des Landhauser Nordwestens an Iserlohn. Im Zuge dessen wurde das Amt Hemer aufgelöst. Das neu errichtete Gebäude der Brabeckschule wurde 1977 am Stübecker Weg in Betrieb genommen. Zuvor hatte es seit 1880 nur eine kleinere evangelische Volksschule in Landhausen gegeben. Im Jahr 1988 wurde der Dorfplatz mit dem dazugehörigen Dorfbrunnen eingeweiht.

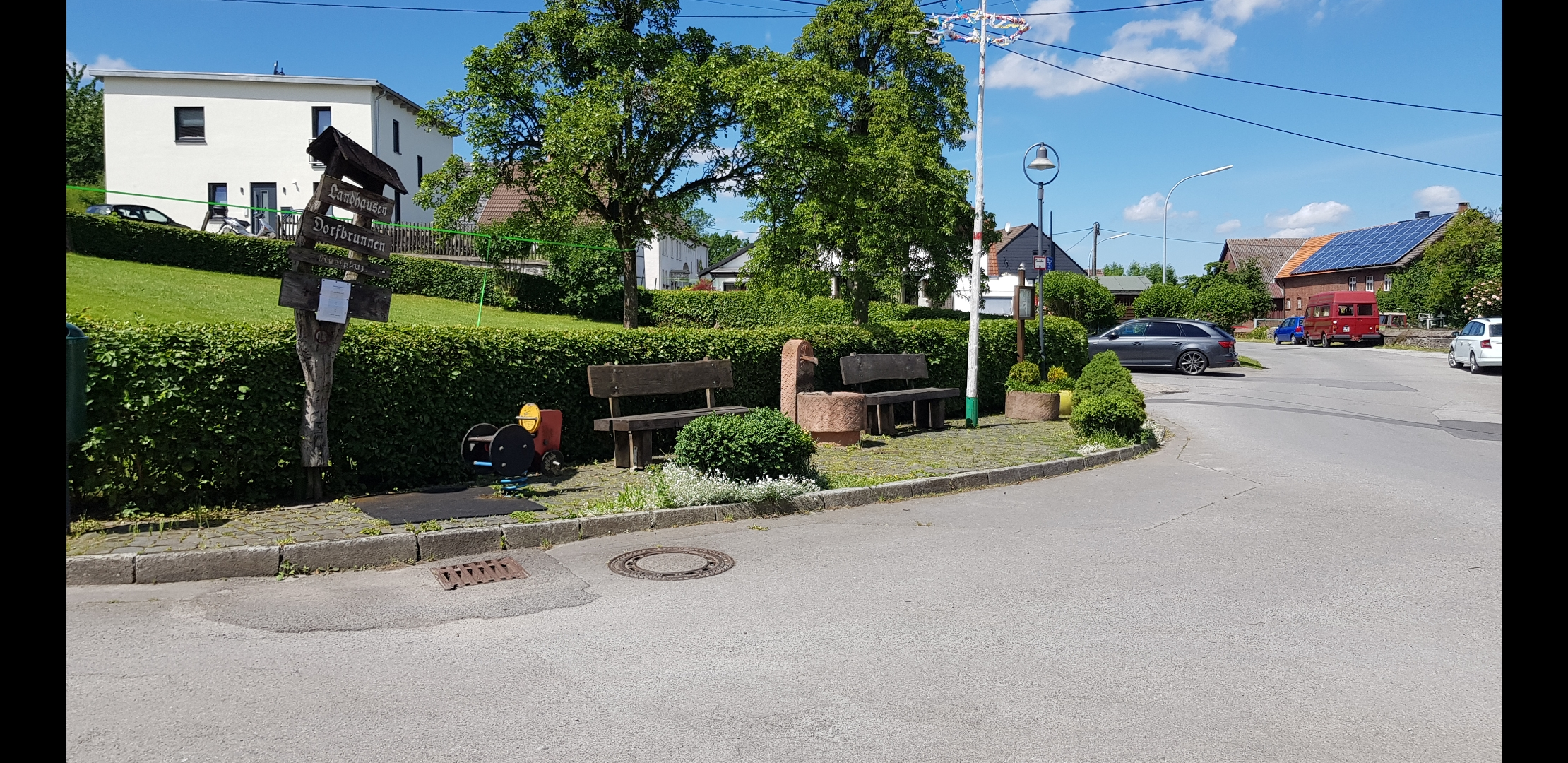
Der Dorfbrunnen in Landhausen im Juni 2019

## Name
Es gibt verschiedene Deutungen der Namensherkunft Landhausens. So schreibt Hermann Jellinghaus in „Die westfälischen Ortsnamen“, dass der Name „Landhausen“ bzw. früher „Lantensele“ oder „Lantensile“ aufgrund der Silbe sel, sile = Saal, Gebäude als Landsaal, Landgebäude oder Landhaus zu interpretieren sei. Dementsprechend sei die Bedeutung des Namens Lantensele und Landhausen gleich. Auch Ernst Förstemann ist in seinem altdeutschen Namenbuch derselben Meinung und vermerkt zusätzlich: „Wüstung bei Iserlohn“. Friedrich Leopold Woeste interpretiert den Namen Landhausen in seinem „Heimatbuch f. d. Stadt- und Landkreis Iserlohn“ hingegen als Landhausen, Lantensele = „Lantos Wohnsitz“.

## Geographie

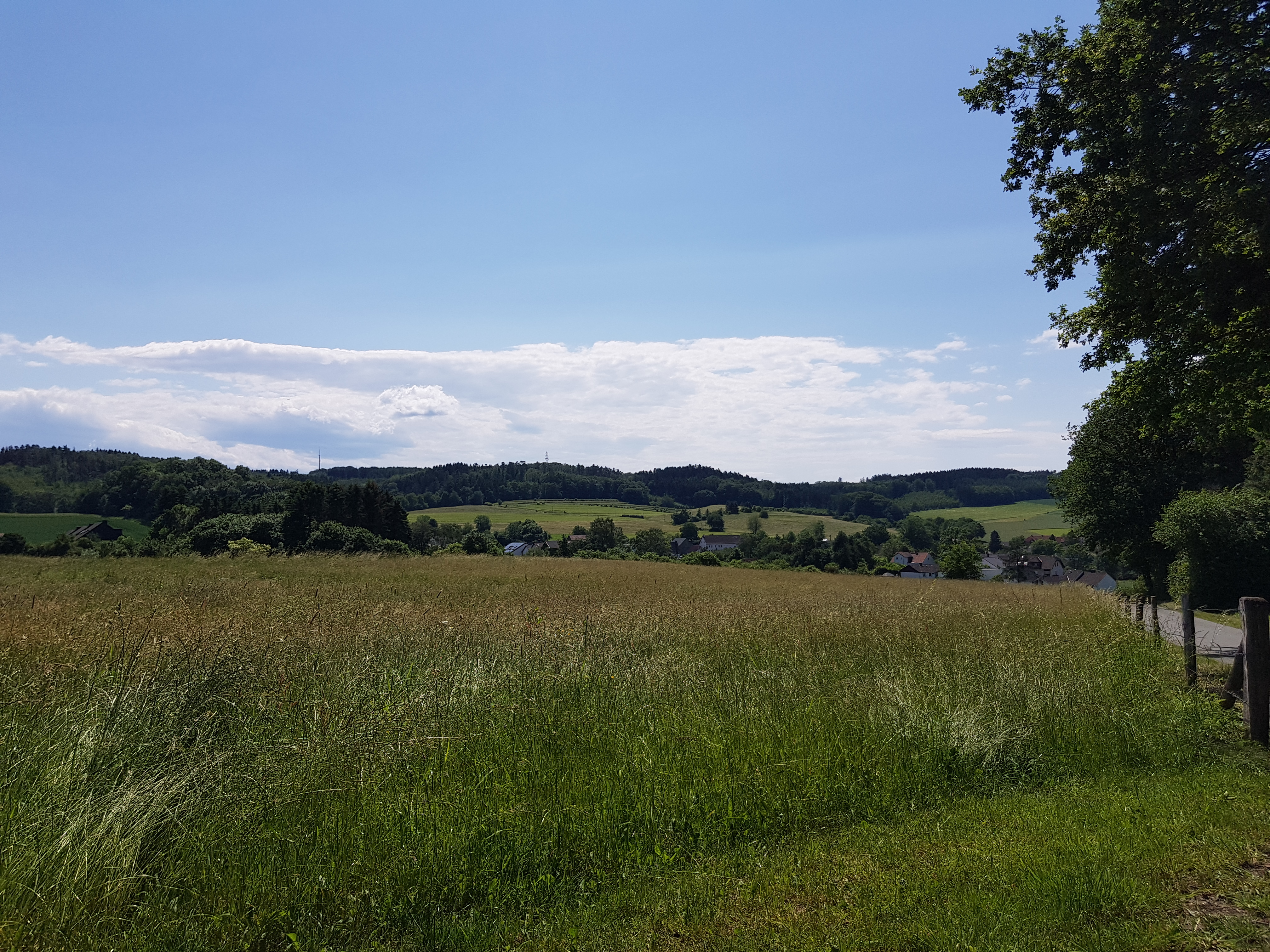
Blick vom Osterbrauck auf den östlichen Teil des Dorfes. Im Hintergrund sind Bemberg (links) und Tannenkopf (rechts) zu sehen.

Landhausen befindet sich im 200 bis 300 Meter hohen Mendener Hügelland und liegt, inklusive des neueren Wohngebietes Stübecken, direkt südlich der Hemeraner Nordgrenze zu Menden am Gaxberg, westlich des Asenberges und von Mesterscheid und wird im Süden durch den Tannenkopf und den Bemberg, sowie dem Seilerwald von Iserlohn-Bilveringsen und Hemerhardt getrennt. 
Westlich von Landhausen liegen Iserlohn-Griesenbrauck und Bixterheide. Am dichtesten besiedelt ist auf dem Gebiet der ehemaligen Gemeinde Landhausen das Wohngebiet Stübecken. Landschaftsschutzgebiete befinden sich im Waldgebiet „Brandholz“ und im Gebiet nördlich von Landhausen. Die höchste Erhebung ist mit 334 Metern der Bemberg. An Gewässern erwähnenswert sind der Abbabach, welcher im äußersten Süden Landhausens, nahe der Stadtgrenze zu Iserlohn am Tannenkopf entspringt und in nördlicher Richtung entlang des Bergmannspfades fließt, um sich nach Durchquerung des Dorfes mit dem Landhauser Bach zu vereinigen und das Hemeraner Stadtgebiet in nordwestlicher Richtung zu verlassen. Auch der Landhauser Bach entspringt nahe der Stadtgrenze zu Iserlohn zwischen Tannenkopf und Bemberg. Er fließt in nördlicher Richtung entlang des Uhlenhohls und durchfließt Teile des Dorfes unterirdisch. Sein Wasser speist den Landhauser Dorfbrunnen. Nach Durchquerung des Dorfes, wendet er sich Richtung Westen und mündet in den Abbabach. Weitere kleinere Bäche im Norden Landhausens sind der Wannebach, der Elsensiepen und der Krebsbach.